# 高宮太平
高宮 太平（たかみや たへい、1897年 - 1961年7月22日）は、日本の新聞記者。

## 経歴
福岡市に生まれ、裁判所書記官を務めたのち、福岡日日新聞、大正日日新聞、日之出新聞、読売新聞を経て1924年に朝日新聞に入社し政治部記者となった。1930年頃から陸軍省担当記者となる。軍事に関する知識に乏しいため杉山元陸軍次官に教えを請うたところ、兵器について植村東彦兵器局長を、軍制について永田鉄山軍事課長を、軍政について小磯國昭軍務局長を、戦争哲学について軍事課高級課員村上啓作をそれぞれ講師として付けてもらった。
1936年に満洲国新京支局に転属となり満洲支局次長、1942年からは京城日報社長を務めた。戦時中は内閣情報局嘱託としても働いている。
戦後は戦前の取材経験を基にして軍及び政府の指導者の評伝等を著した。『軍国太平記』は陸軍内の統制派と皇道派を中心とする派閥争いに関する基礎的な記録とみなされている。岡村寧次は「陸軍の内情を把握して大きな誤りはない」と評価している。稲葉正夫は「（皇道派に属する）荒木大将などに対する偏見も窺われる」としている。宇垣閥および統制派からの証言を基にした高宮に対して皇道派との関係が深かったジャーナリストとしては岩淵辰雄がいた。

## 著書
- 『小笠原中将想い出の記』陸軍航空本部　1939年
- 『小磯総理の展望　第一—第七輯』　京城日報社　1942−1944年
- 『犬の飼ひ方—愛犬読本—』酣燈社　1950年
- 『山本達雄』山本達雄先生伝記編纂会　1951年
- 『軍国太平記』酣燈社　1951年　　
  - 改題『順逆の昭和史　2・26事件までの陸軍』原書房　1971年、新版1978年　
  - 再改題『軍国太平記』中公文庫　2010年、ISBN 4122051118
- 『天皇陛下』　酣燈社　1951年
- 『大達文政と日教組の対決』日本文政研究会　1954年
- 『大達茂雄』大達茂雄伝記刊行会　1956年
- 『新井章治』新井章治伝刊行委員会　1957年
- 『米内光政』　時事通信社　1958年、同「日本宰相列伝16」　新版1986年
- 『人間緒方竹虎』四季社　1958年／原書房　1979年、
- 『夏川嘉久次と紡績事業』ダイヤモンド社  1959年
- 『鈴木貫太郎伝』鈴木貫太郎伝記編纂委員会　1960年（原案作成）
- 『昭和の総帥　回想の軍人宰相たち』 図書出版社　1973年